# Pp Makmur
Pp Makmur is een bestuurslaag in het regentschap Padang Lawas van de provincie Noord-Sumatra, Indonesië. Pp Makmur telt 506 inwoners (volkstelling 2010).